# Antonio Cabral Bejarano
Antonio Cabral Bejarano (Sevilla, 31 de octubre de 1798- Sevilla, 1 de agosto de 1861) fue un pintor romántico y costumbrista español. Fue uno de los creadores del Museo de Bellas Artes de Sevilla. 

## Biografía
Su bisabuelo fue el pintor Diego Bejarano. Este tuvo una hija llamada María Bejarano, que se casó con Pedro Cabral. De este matrimonio nació el pintor Joaquín Cabral Bejarano. Joaquín fue un conocido pintor de estilo neoclásico. En 1785 Joaquín se casó con Escolástica Pérez Junquitu Fernández. De este matrimonio nació en 1798 Antonio Cabral Bejarano, que renunció a sus apellidos maternos para usar solamente los de su padre. Fue bautizado en la iglesia de San Pedro como Antonio Joaquín María de Todos los Santos Ignacio de Loyola Quintín.
Recibió formación de arte de su padre. En 1812, tras la invasión francesa de la ciudad, se reanudaron las clases de la Escuela de Tres Nobles Artes y Antonio Cabral ingresó como alumno. En 1814 colaboró con su padre en la decoración del convento de la Trinidad y, en 1816, en el adorno del Archivo General de Indias, que entonces también era un tribunal consular. Esta decoración del Archivo de Indias se hizo con motivo del paso por la ciudad de las infantas portuguesas María Isabel y Francisca de Braganza, que iban a Madrid para casarse con Fernando VII y con su hermano Carlos María Isidro respectivamente.
En 1819 ayudó a construir un catafalco funerario en la catedral de Sevilla en memoria de María Isabel de Braganza. También realizó un grabado donde se mostraba dicho catafalco para la portada de un libro sobre el acontecimiento. En 1820 realizó para el Ayuntamiento de Sevilla la decoración de una lápida que conmemoraba la Constitución de 1812. Era de ideología liberal moderada. Realizó un retrato del general Riego que prestó para una manifestación el 13 de septiembre de 1821, cuando se creyó que había sido víctima de una sublevación militar.
En 1823 se casó con Francisca de Paula Aguado Pacheco. De este matrimonio nacieron Francisco en 1824, José María en 1826, Manuel en 1827, Carlota en 1829, María Dolores en 1832, Juan Antonio en 1834, Rafael en 1837, María Aurora en 1838 y Luisa en 1840. Todos estos hijos usaron los apellidos Cabral Bejarano. Francisco, Manuel y Juan fueron pintores.
En 1825 fue nombrado profesor ayudante de Perspectiva en la Escuela de Tres Nobles Artes. 
En dicha institución tuvo como alumnos a Andrés Cortés y Aguilar y Manuel Barrón y Carrillo. En 1829 el Ayuntamiento de Sevilla le encargó la construcción del Templo de Himeneo en la plaza de la Encarnación para conmemorar la boda entre Fernando VII y María Cristina de Borbón.
En 1834 diseñó la fachada del teatro Cómico Principal. En 1835 fue nombrado académico de mérito para la Real Academia de Bellas Artes de San Fernando de Madrid, plaza a la que optó con un cuadro llamado La degollación de san Juan Bautista.
En 1837 fue nombrado miembro de la comisión gestora del recién creado Museo de Bellas Artes de Sevilla. En 1838 se fundó el Liceo de Sevilla, y participó en la organización de varios actos y exposiciones. En 1839 el Ayuntamiento de Sevilla le encargó un monumento efímero, el Templo de la Paz, para conmemorar la Paz de Vergara, por la que se puso fin a la I Guerra Carlista.
En 1840 fue nombrado director del Museo de Bellas Artes de Sevilla, siendo la primera persona con este cargo en la historia de ese museo. En 1846 realizó una decoración efímera para la fachada del edificio del Gobierno Civil con motivo de las bodas de Isabel II y Luisa Fernanda con el duque de Cádiz y el duque de Montpensier respectivamente. En 1846 también diseñó la fachada del teatro de la Pasión, que se encontraba en la calle de ese nombre. En 1847 pintó las decoraciones escénicas y los techos del teatro San Fernando.
En 1850 fue nombrado director de la Escuela de Bellas Artes de Sevilla. Entre 1850 y 1857 realizó varias obras para el duque de Montpensier. Entre estas obras están las pinturas de la capilla del palacio de San Telmo y los retratos de sevillanos ilustres. Fue sucedido como pintor en este palacio por Joaquín Domínguez Bécquer.
En julio de 1853 se le acusó de haber vendido cincuenta cuadros del Museo de Bellas Artes y fue cesado como director. Fue readmitido en septiembre, cuando reintegró al museo los cincuenta cuadros.

## Obra

### Obra religiosa
- 1835. La degollación de san Juan Bautista. Real Academia de Bellas Artes de San Fernando. Madrid.[12]
- 1850-1856. Pinturas de la capilla del palacio de San Telmo.[13]

- - Virgen con el Niño.
  - La Virgen de la faja ( copia de Murillo)
  - San Luis.
  - San Fernando.
  - San Francisco de Asís.
  - San Clemente.
  - Santa Cristina.
  - San Felipe.
  - San Carlomagno.
  - Santa Amelia.
  - San Carlos Borromeo.
  - Santa Isabel de Hungría.
  - San Juan de Dios.
  - Santa Helena.
  - Santa Isabel de Portugal.
  - San José.
  - San Antonio con el Niño Jesús.
  - San Antonio predicando a los peces.

- 1856. Vírgenes en la escalera del palacio de San Telmo.[14]
  - Virgen de Regla.
  - Virgen del Rocío.
  - Virgen del Amparo.
  - Virgen de los Reyes.
  - Virgen de la Antigua.
  - Virgen de la Salud.
  - Virgen de la Hiniesta.
- 1850-1857. Otras pinturas para el palacio de San Telmo. Desaparecidas.[15]
  - Santa Justa.
  - Santa Rufina.
  - San Isidoro.
  - Virgen de Regla.
  - Santa Teresa.
  - Jesucristo abrazando a san Francisco.
  - Virgen de la Concepción.
  - San Juan Evangelista.
  - Santa María Magdalena.
  - Niño Jesús.
  - San Antonio.
  - Virgen de Belén.
- Fecha desconocida. Varios ángeles. Paradero desconocido.[16]
- Antes de 1836. Retablo fingido de la iglesia de los dominicos de Regina Angelorum. Desaparecido.[17]
- Fecha desconocida. Santo Tomás de Villanueva. Copia del cuadro que realizó Murillo para la iglesia de los Capuchinos de Sevilla. El cuadro de Murillo se encuentra en el Museo de Bellas Artes de Sevilla. El cuadro de Antonio Cabral Bejarano se encuentra en Madrid, en una colección particular.[17]
- 1843. Virgen de la Servilleta. Madrid. Colección particular.[17]
- 1856. San Hermenegildo. Cuadro realizado para el palacio de San Telmo. Se encuentra en el Ayuntamiento de Sevilla.[18]

### Obra costumbrista

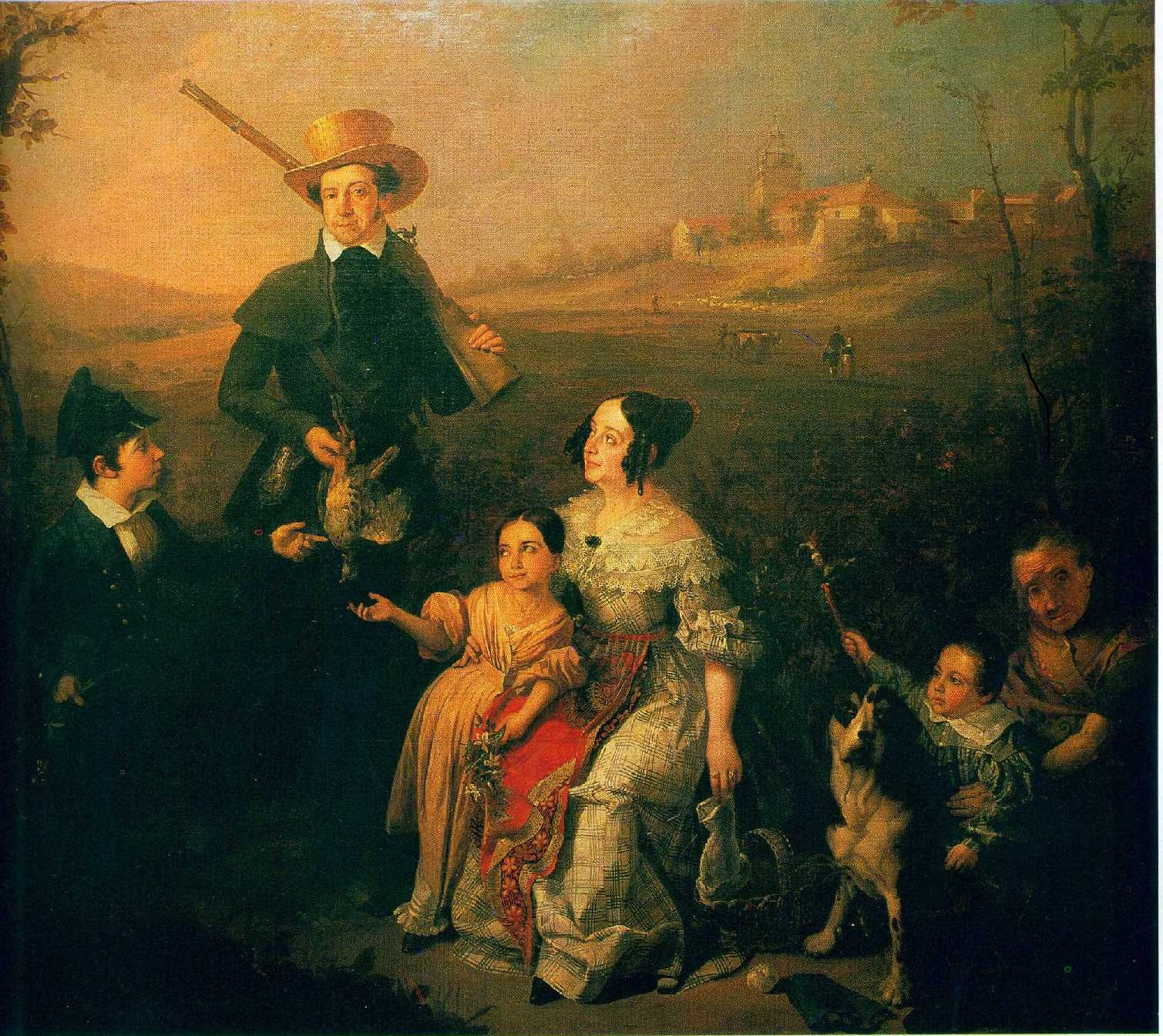
El marqués de Arco Hermoso y su familia. 1838. Colección particular.

Su obra costumbrista es la siguiente:
- C. 1838. Lavandera con su hijo. Colección Carmen Thyssen. Madrid.
- 1840-1845. Maja bailando. Palacio de las Dueñas. Sevilla.
- 1840-1845. Majo bailando. Palacio de las Dueñas. Sevilla.
- 1841. Escena de duendes. Desaparecido.
- C. 1845. Un torero. Sevilla. Colección Sánchez-Dalp.
- C. 1845. Una cigarrera. Sevilla. Colección Sánchez-Dalp.
- 1846. El patio de Monipodio. Biblioteca Nacional de Uruguay. Montevideo.
- C. 1850. La bailarina Josefa Vargas. Sevilla. Colección particular.
- C. 1850. La bailarina Amparo Álvarez. Sevilla. Colección particular.
- 1850. Niño vendiendo naranjas. Madrid. Colección particular.
- C. 1850. La Feria de Santiponce. Desaparecido.
- C. 1850. Un día de mercado en Sevilla. Desaparecido.
- 1855. Dama joven con un abanico. Londres. Colección particular.
- 1855. Un seise. Encargo del duque de Montpensier para el palacio de San Telmo. Desaparecido.
- 1857. Tres figurines de la Guardia Civil española. Sevilla. Colección particular.
- 1857. Vacas arando. Copia de un cuadro de Rosa Bonheur. Copia desaparecida.

### Retratos

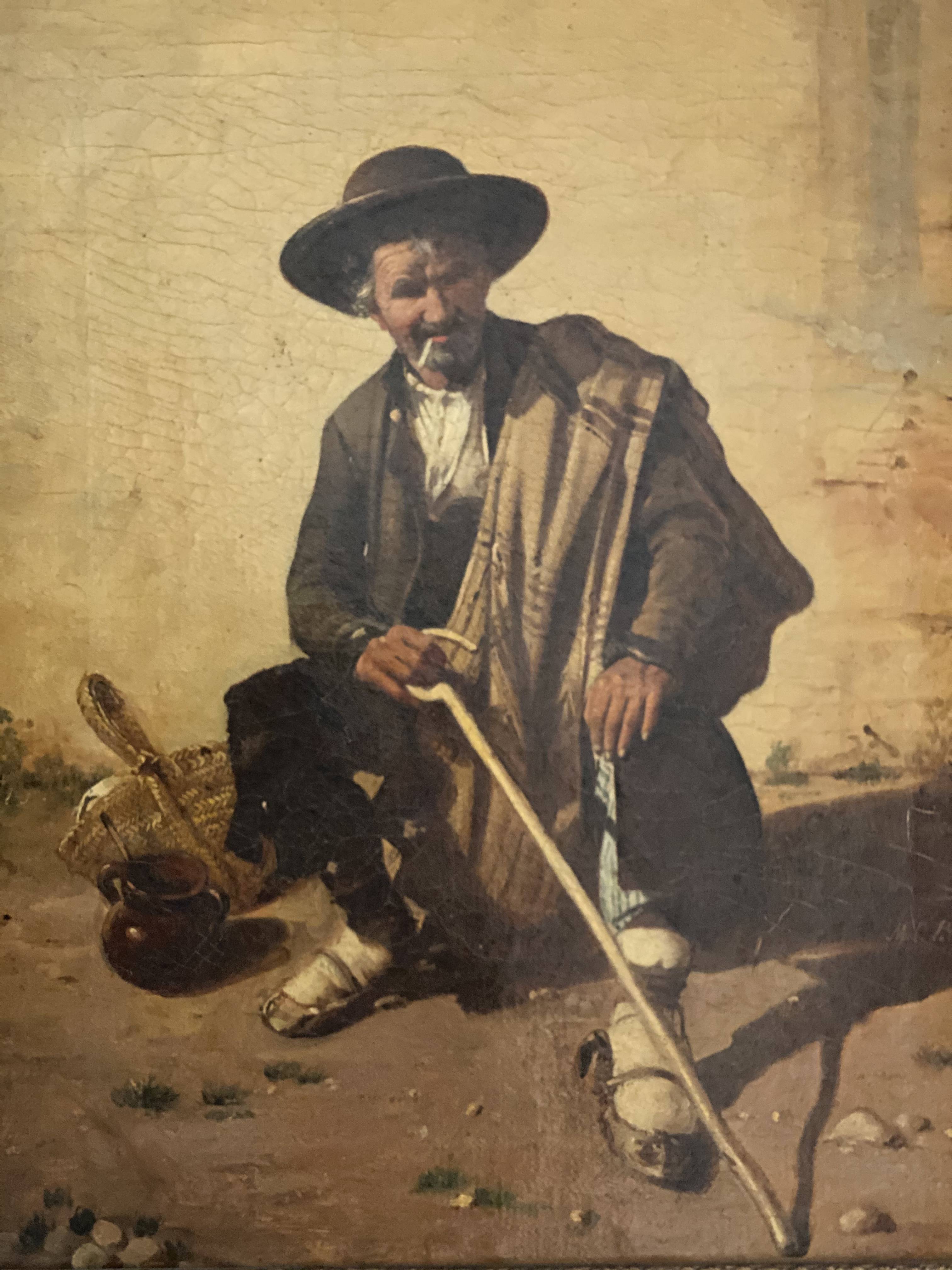
Anciano

Pintó los siguientes retratos:
- 1816. Fernando VII. Estuvo en el Archivo General de Indias. Desaparecido.
- C. 1817. Don Romualdo Antonio Mon y Velarde. Hermandad de los Negritos. Sevilla.
- Antes de 1821. General Rafael Riego. Desaparecido.
- 1825-1826. El cardenal don Francisco Javier Cienfuegos y Jovellanos. Palacio Arzobispal. Sevilla.
- C. 1830. Fernando VII a caballo. Estuvo en la Fábrica de Tabacos de Sevilla. Desaparecido.
- 1837. Don Joaquín Pérez Seoane. Madrid. Colección particular.
- 1837. Doña Inés Ribero de la Herranz. Madrid. Colección particular.
- 1837. Don Juan de Dios Govantes Bizarrón. Sevilla. Colección particular.
- 1837. Un caballero. Madrid. Colección particular.
- 1838. El marqués de Arco Hermoso y su familia. Sevilla. Colección particular.
- C. 1838. Francisco Montes. "Paquiro". Cádiz. Colección particular.
- 1839-1840. Don Matías Espinosa. Sacristía de la iglesia de San Ildefonso. Sevilla.
- C. 1840. El torero Juan Yust. Estuvo en la colección del marqués de Aracena. Paradero desconocido.
- C. 1840. El torero Juan Yust. Madrid. Colección particular.
- 1840. Bartolomé Espartero. Desaparecido.
- 1843. María Cristina de Borbón. Desaparecido.
- C. 1843. Isabel II. Archivo General de Indias. Sevilla.
- 1850. Autorretrato. Museo del Romanticismo. Madrid.
- 1851. Autorretrato. Museo de Bellas Artes de Sevilla.
- 1851-1852. ''Francisco de Herrera el Viejo. Academia de Bellas Artes de Sevilla.
- 1854. El duque de Montpensier. Encargo del duque de Montpensier para el palacio de San Telmo. Desaparecido.
- 1856. El padre Bartolomé de las Casas. Encargo del duque de Montpensier para el palacio de San Telmo. Desaparecido.
- 1856. Diego Velázquez. Encargo del duque de Montpensier para el palacio de San Telmo. Se encuentra en el Ayuntamiento de Sevilla.
- 1856. Miguel de Cervantes. Encargo del duque de Montpensier para el palacio de San Telmo. Se encuentra en el Ayuntamiento de Sevilla.
- 1856. Gonzalo Argote de Molina. Encargo del duque de Montpensier para el palacio de San Telmo. Se encuentra en el Ayuntamiento de Sevilla.

### Retratos de personas anónimas y otras obras
- Fecha desconocida. Un cazador. Sevilla. Colección particular.[21]
- Fecha desconocida. Un caballero. Sevilla. Colección particular.[21]
- Fecha desconocida. Un caballero. Madrid. Colección particular.[22]
- 1856. Alegoría de la América. Encargo del duque de Montpensier para el palacio de San Telmo. Desaparecida.[23]